# Garden City (Utah)

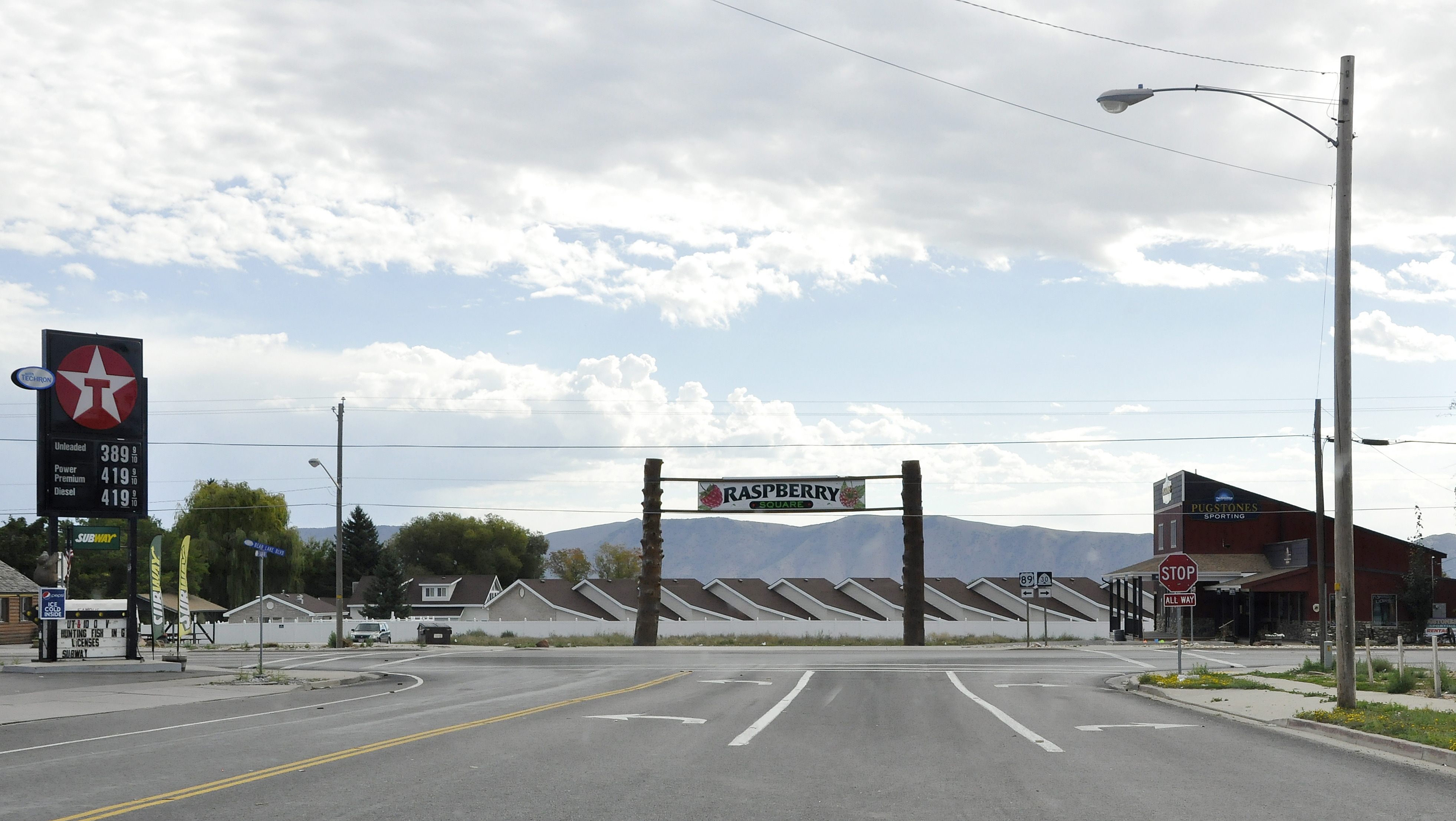
Garden City en zijn raspberry market

Garden City is een plaats (town) in de Amerikaanse staat Utah, en valt bestuurlijk gezien onder Weld County. Het ligt aan de westelijke oever van Bear Lake. De vallei rond het meer is gekend om zijn frambozen van hoge kwaliteit.
Het Raspberry Days festival (Nederlands: Frambozendagenfestival) wordt jaarlijks, tijdens de eerst week van augustus, in Garden City gehouden en lokt duizenden bezoekers van over de ganse wereld. Men organiseert rodeo's, kookwedstrijden, missverkiezingen, vuurwerkshows, concerten en dergelijke.

## Demografie
Bij de volkstelling in 2000 werd het aantal inwoners vastgesteld op 357.
In 2006 is het aantal inwoners door het United States Census Bureau geschat op 396, een stijging van 39 (10,9%).

## Geografie
Volgens het United States Census Bureau beslaat de plaats een oppervlakte van
11,7 km², geheel bestaande uit land.

## Plaatsen in de nabije omgeving
De onderstaande figuur toont nabijgelegen plaatsen in een straal van 36 km rond Garden City.